# Unité urbaine de Chauny
L'unité urbaine de Chauny est une agglomération française centrée sur la commune de Chauny, dans l'Aisne. Composée de 5 communes, elle comptait 17 030 habitants en 2022.

## Situation géographique
L'unité urbaine de Chauny est située dans l'ouest du département de l'Aisne, dans l'arrondissement de Laon. Elle est située à l'ouest de la région Grand Est et au nord de l'Île-de-France, dans la région des Hauts-de-France.
Traversée par la route départementale 1032 et l'Oise, Chauny est le centre urbain principal de son agglomération et de quatre communes alentour, même si elle se situe à proximité de Tergnier à 7 km et de son unité urbaine, dont elle est limitrophe.
Elle est située à 26 km de Saint-Quentin, l'une des sous-préfectures du département, et à 30 km de Laon, préfecture du département de l'Aisne.

## Données générales
En 2020, selon l'INSEE, l'unité urbaine de Chauny est composée de cinq communes, toutes situées dans le département de l'Aisne, plus précisément dans l'arrondissement de Laon.
En 2022, avec 17 030 habitants, elle constitue la septième unité urbaine du département de l'Aisne, se classant loin après les unités urbaines de Saint-Quentin (1er rang départemental) et de Soissons (2e rang départemental) et de Laon (3e rang départemental). Elle se situe derrière les unités urbaines du département de Château-Thierry et de Tergnier, mais elle devance celle de Villers-Cotterêts et de Hirson dans le département de l'Aisne.
En 2022, sa densité de population qui s'élève à 325 hab/km2 en fait une unité urbaine densément peuplée mais nettement moins élevée que celles de Saint-Quentin (1 281 hab/km2) et de Soissons (766 hab/km2).
L'unité urbaine de Chauny est le pôle urbain de l'aire urbaine de Chauny.

## Délimitation de l'unité urbaine de 2020
En 2020, l'INSEE a procédé à une révision des délimitations des unités urbaines de la France ; celle de Chauny a conservé son périmètre de 2010. Lors de la précédente révision en 2010, elle a été amputée de Bichancourt et compte maintenant cinq communes urbaines au lieu de six lors du zonage de 1999.

### Liste des communes
La liste ci-dessous comporte les communes appartenant à l'unité urbaine de Chauny selon la nouvelle délimitation de 2020 et sa population municipale en 2022 :
| Code Insee | Nom           | Type         | Superficie (km²) | Population (2022) | Densité (hab./km²) |
| ---------- | ------------- | ------------ | ---------------- | ----------------- | ------------------ |
| 02041      | Autreville    | Banlieue     | 3,55             | 791               | 222,8              |
| 02173      | Chauny        | Ville-centre | 13,28            | 11 456            | 862,7              |
| 02566      | Ognes         | Banlieue     | 6,14             | 1 113             | 181,3              |
| 02719      | Sinceny       | Banlieue     | 13,13            | 1 988             | 151,4              |
| 02820      | Viry-Noureuil | Banlieue     | 17,76            | 1 682             | 94,7               |

## Évolution démographique
L'unité urbaine de Chauny affiche une évolution démographique en déclin constant depuis le recensement de 1975. Elle compte 19 093 habitants en 1968 puis elle s'accroît 19 866 habitants à 1975. Après ce recensement, elle connait un déclin de sa population avec 17 540 habitants en 2017.
| 1968   | 1975   | 1982   | 1990   | 1999   | 2007   | 2012   | 2017   |
| ------ | ------ | ------ | ------ | ------ | ------ | ------ | ------ |
| 19 093 | 19 866 | 19 154 | 18 761 | 18 404 | 18 535 | 17 719 | 17 540 |